# Bufo minshanicus
Bufo minshanicus là một loài cóc thuộc họ Bufonidae.
Đây là loài đặc hữu của Trung Quốc.
Môi trường sống tự nhiên của chúng là vùng đồng cỏ ôn đới, sông ngòi, sông có nước theo mùa, đầm nước, đầm nước ngọt, và đầm nước ngọt có nước theo mùa.
Chúng hiện đang bị đe dọa vì mất nơi sống.

## Hình ảnh

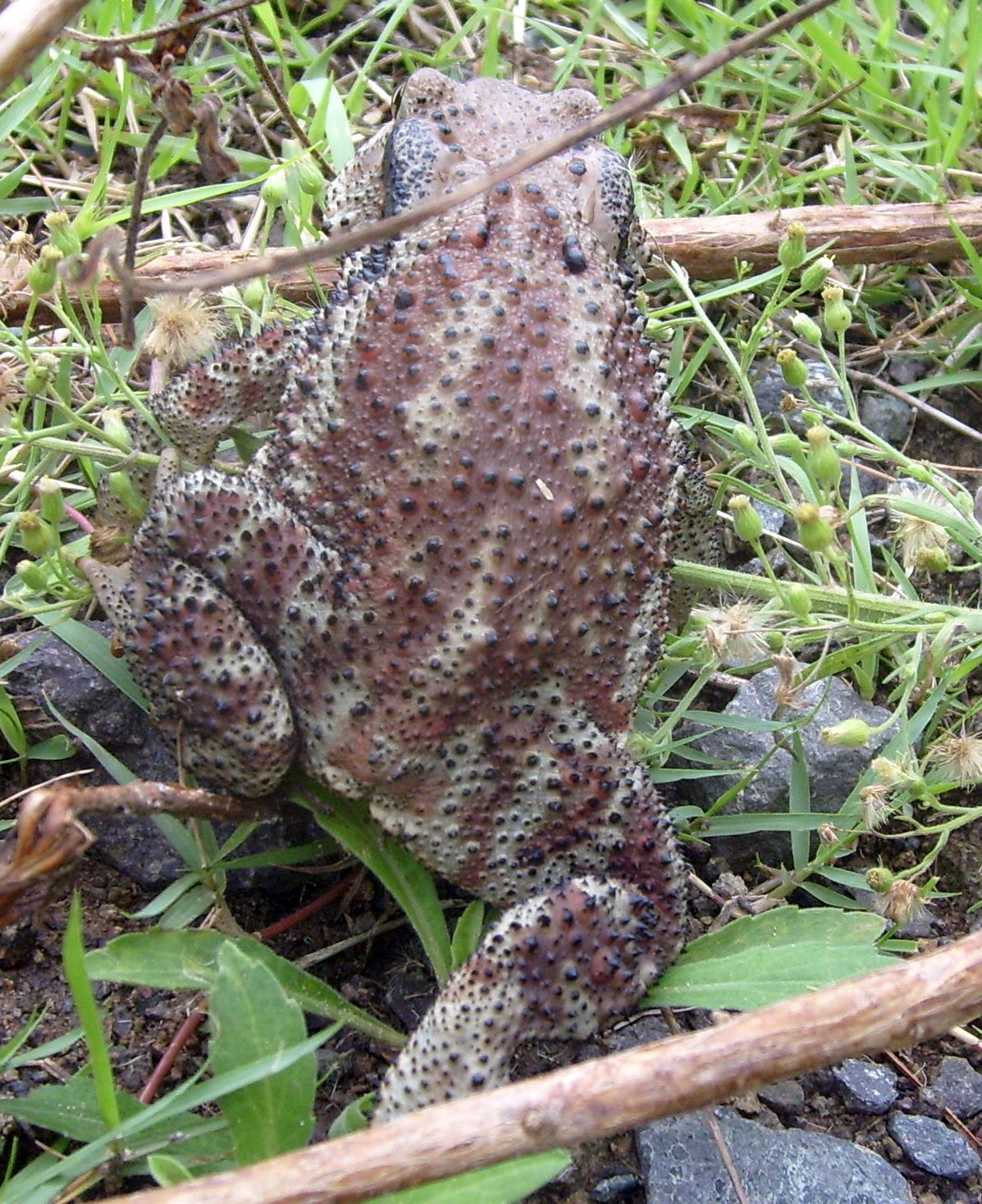
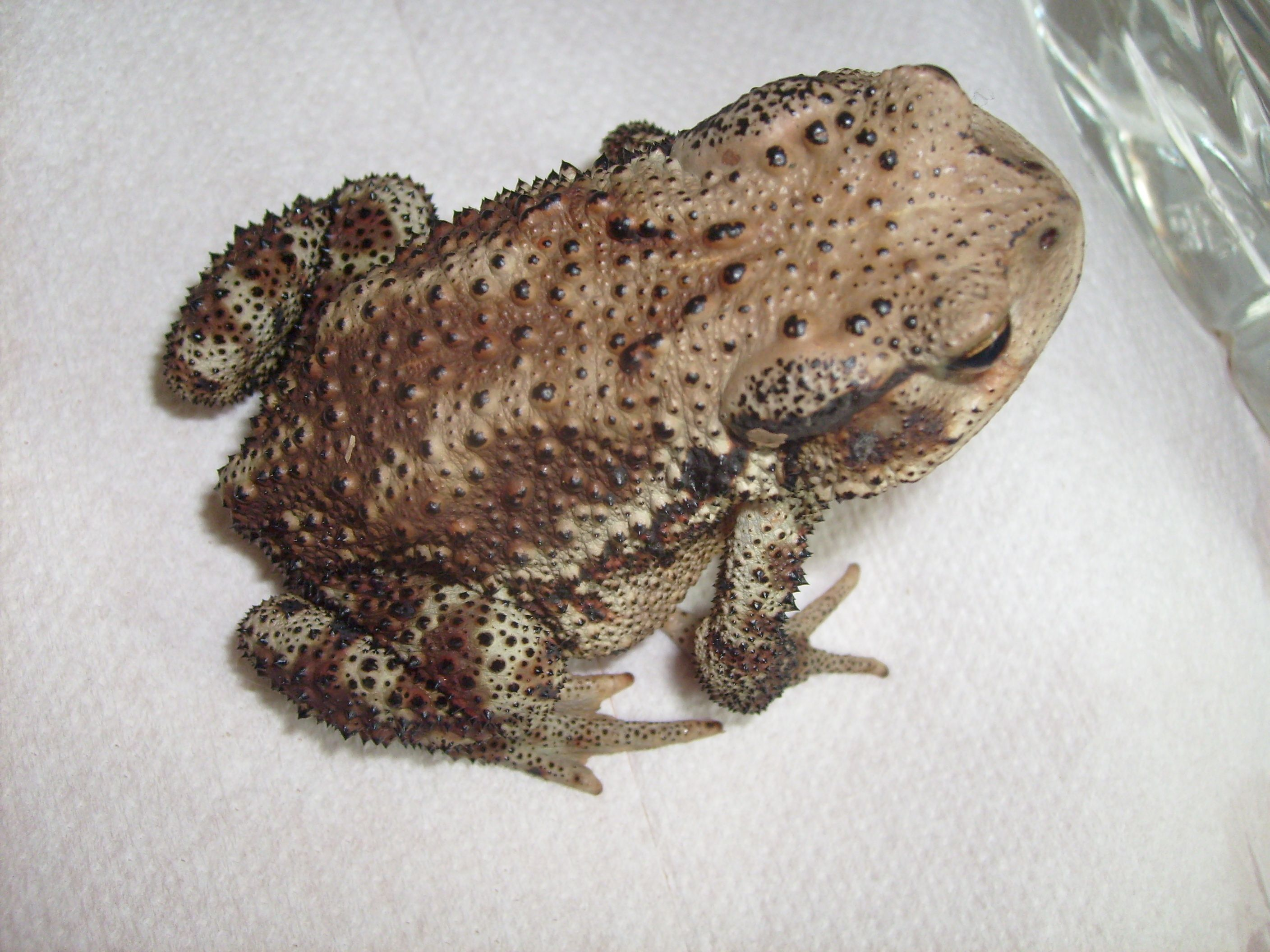
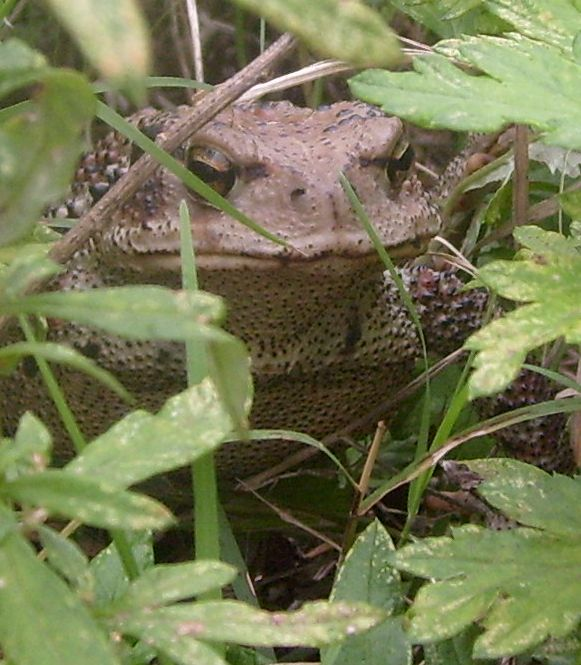
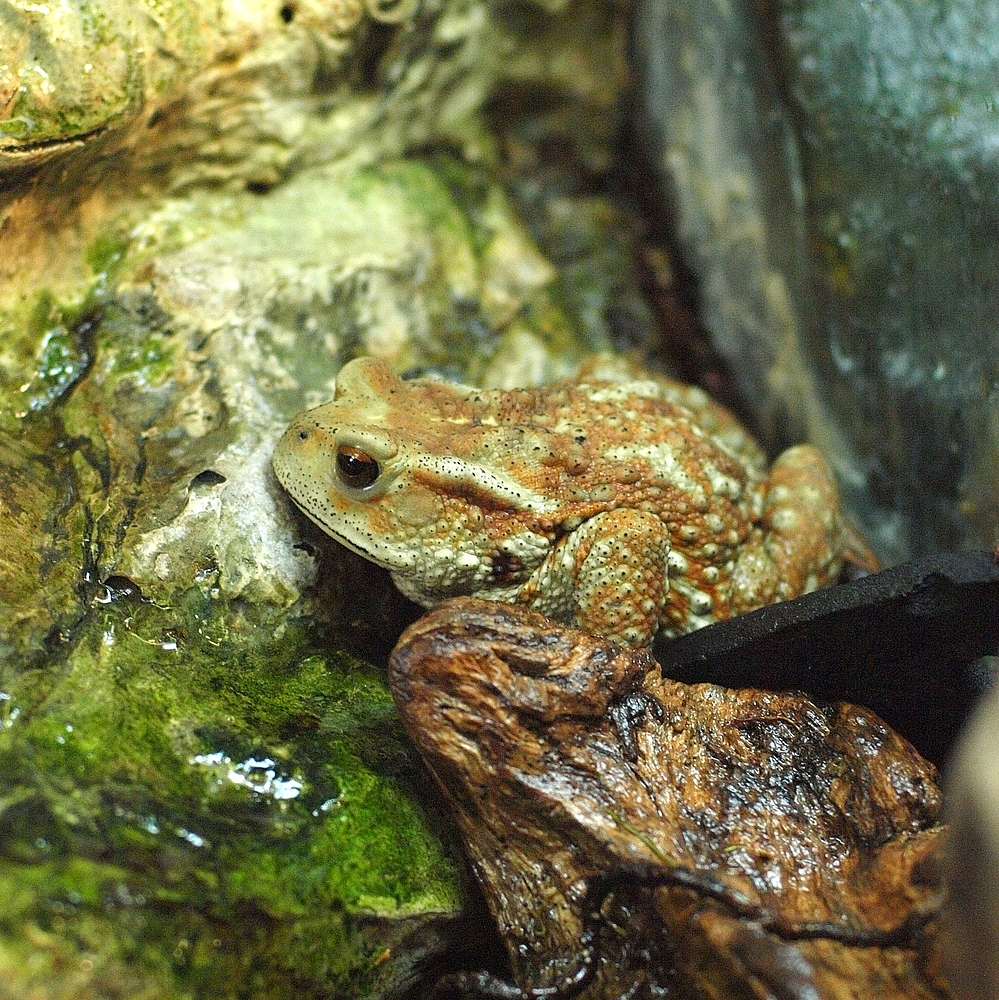